# Rue Maurice-Genevoix
La rue Maurice-Genevoix est une voie du 18e arrondissement de Paris, en France.

## Situation et accès
La rue Maurice-Genevoix est une voie publique située dans le 18e arrondissement de Paris. Elle débute au 17, rue Boucry et se termine au 56, rue de la Chapelle.

## Origine du nom
Elle porte le nom de l'écrivain français Maurice Genevoix (1890-1980) qui fut prix Goncourt et membre de l'Académie française.

## Historique

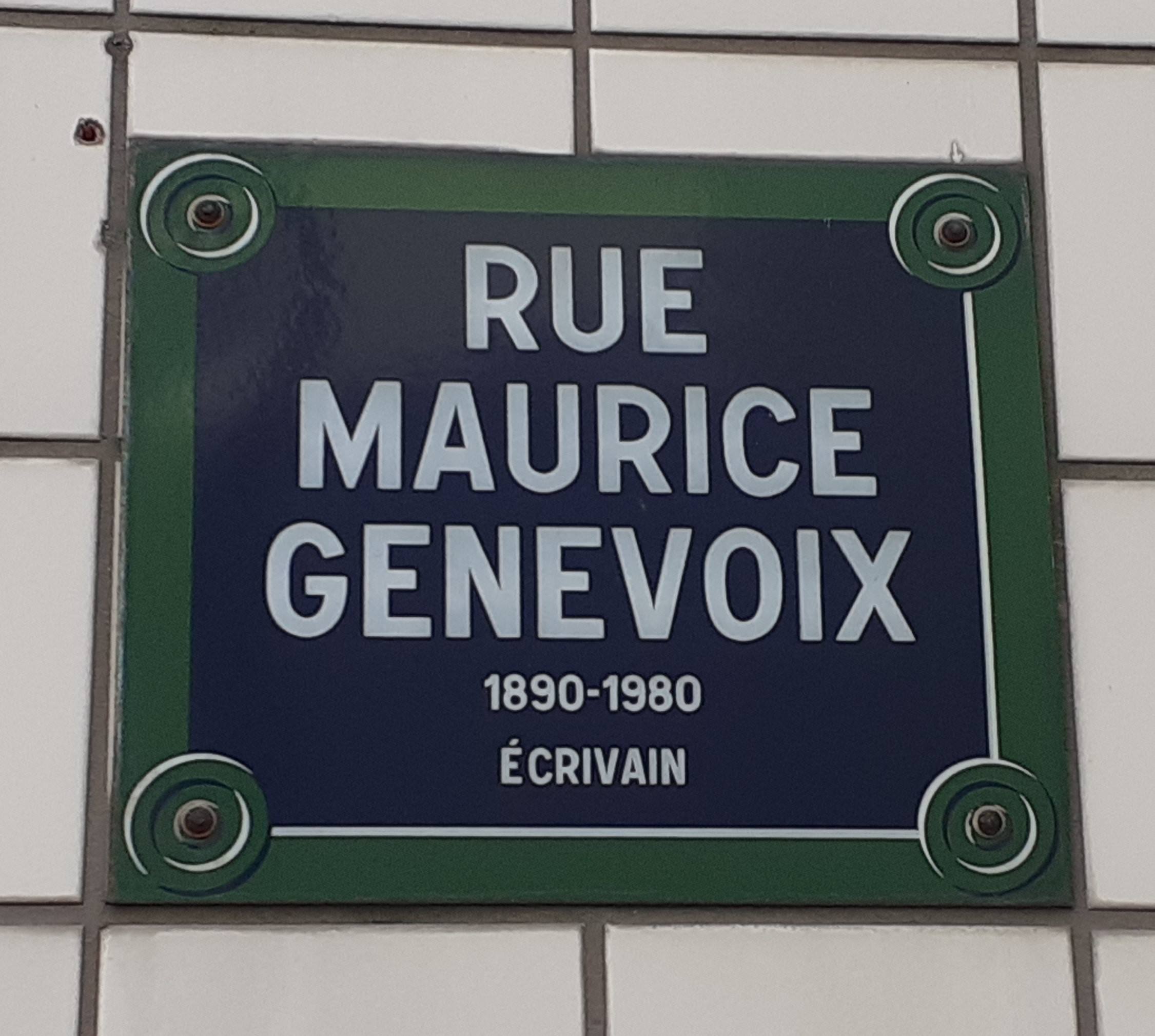
plaque de la rue Maurice Genevoix à Paris

La voie est créée sous le nom provisoire de « voie AI/18 » et prend sa dénomination actuelle par arrêté municipal du 21 décembre 1988.
Une école, ainsi que la bibliothèque du quartier, portent également le nom de Maurice Genevoix.